# Automate gardineri
Automate gardineri är en kräftdjursart som beskrevs av Coutiere 1902. Automate gardineri ingår i släktet Automate och familjen Alpheidae. Inga underarter finns listade i Catalogue of Life.